# Серитос (Калифорнија)
Серитос (енгл. Cerritos) град је у америчкој савезној држави Калифорнија. По попису становништва из 2010. у њему је живело 49.041 становника.

## Демографија
Према попису становништва из 2010. у граду је живело 49.041 становника, што је 2.447 (4,8%) становника мање него 2000. године.
| Група             | 2000.          | 2010.          |
| Белци             | 11.040 (21,4%) | 8.141 (16,6%)  |
| Афроамериканци    | 3.432 (6,7%)   | 3.388 (6,9%)   |
| Азијати           | 30.091 (58,4%) | 30.363 (61,9%) |
| Хиспаноамериканци | 5.349 (10,4%)  | 5.883 (12,0%)  |
| Укупно            | 51.488         | 49.041         |